# Phytobia yalomensis
Phytobia yalomensis är en tvåvingeart som beskrevs av Spencer 1966. Phytobia yalomensis ingår i släktet Phytobia och familjen minerarflugor. Inga underarter finns listade i Catalogue of Life.